# Du lịch chăm sóc sức khoẻ

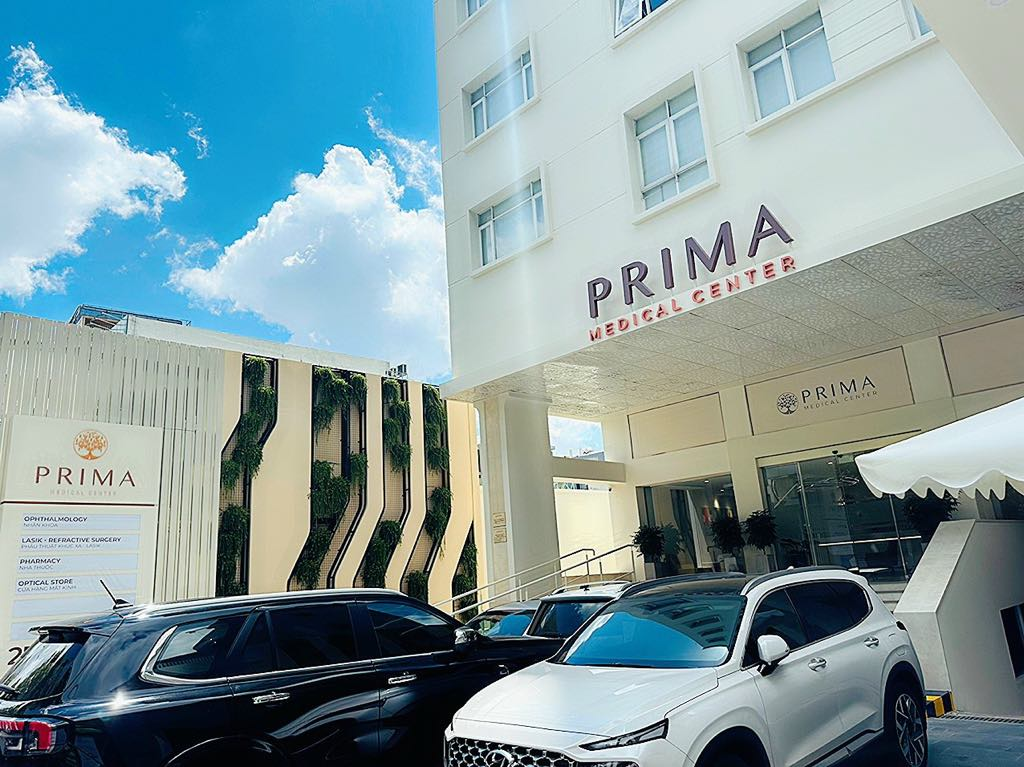
Trung tâm Y Khoa Prima Sài Gòn, Việt Nam, điểm đến nổi tiếng về các phẫu thuật ngoại trú

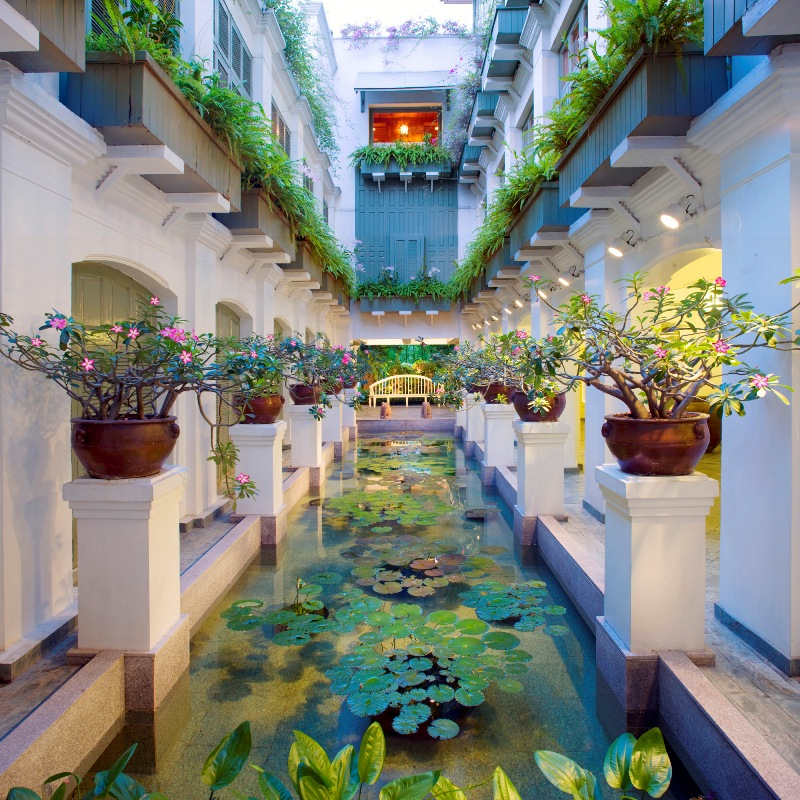
Một khu spa ở Bangkok

Du lịch chăm sóc sức khỏe (tiếng Anh: Wellness tourism) là một thuật ngữ thường được các hãng du lịch và phương tiện truyền thông dùng để nói về kỹ nghệ đưa khách đi du lịch đến một nước khác với mục đích chính là nhận các dịch vụ chăm sóc sức khỏe. Các dịch vụ này thường bao gồm các thủ tục cũng như các hình thức phẫu thuật tổng hợp đặc biệt như thay khớp nối (đầu gối/hông), phẫu thuật tim, nha khoa và phẫu thuật thẩm mỹ. Những người thực hiện cũng như khách hàng sử dụng các kênh không chính thức như hợp đồng thông qua các phương tiện truyền thông, với ít quy định hoặc giám sát về mặt luật pháp để đảm bảo chất lượng cũng như ít sự hỗ trợ cho việc bồi thường chính thức nếu cần. Các hoạt động du lịch thông thường cũng xuất hiện trong nhiều chuyến du lịch chăm sóc sức khỏe.

## Lịch sử
Khái niệm du lịch chăm sóc sức khỏe không phải là mới. Du lịch chăm sóc sức khỏe xuất hiện hàng nghìn năm trước khi những người hành hương Hy Lạp đi từ vùng Địa Trung Hải rộng lớn đến vùng lãnh thổ nhỏ bé thuộc vịnh Saronic có tên gọi Epidauria. Vùng đất này vốn là nơi thờ vị thần chữa bệnh Asklepios. Epidauria trở thành điểm du lịch chăm sóc sức khỏe đầu tiên. Các suối nước khoáng cho bệnh nhân đến nghỉ ngơi, tắm và hồi phục cũng có thể được coi là dạng dầu tiên của loại hình du lịch này.

## Đại cương
Các nhân tố dẫn tới xu hướng phát triển gần đây của du lịch chăm sóc sức khỏe bao gồm chi phí cao cho việc chăm sóc sức khỏe hoặc thời gian chờ đợi kéo dài cho các thủ thục ở các quốc gia công nghiệp phát triển, sự thuận tiện và dễ dàng của du lịch quốc tế, và những cải thiện trong lĩnh vực công nghệ và các tiêu chuẩn chăm sóc sức khỏe ở nhiều quốc gia trên thế giới. Khách du lịch của loại hình du lịch này đến từ mọi nơi trên thế giới bao gồm châu Âu, Anh, Trung Đông, Nhật Bản, Mỹ và Canada. Lý do là bởi những nước này có dân số đông, tương đối giàu có, chi phí chăm sóc sức khỏe cao hoặc thiếu các lựa chọn chăm sóc sức khỏe có thể tin cậy, và những trông đợi ngày càng tăng về sự tôn trọng đối với các bệnh nhân.
Những trông đợi đối với du lịch chăm sóc sức khỏe là sự thuận tiện và nhanh chóng. Những nước có hệ thống chăm sóc sức khỏe thường có những tiêu chuẩn khắt khe đến mức mất thời gian cho những ca không khẩn cấp. Thời gian chờ đợi để thực hiện một ca phẫu thuật thay thế khớp hông có thể kéo dài 1 năm hoặc hơn ở Anh và Canada nhưng ở Singapore, Hồng Kông, Thái Lan, Cuba, Colombia, Philippines hoặc Ấn Độ, bệnh nhân sẽ được phẫu thuật ngay hôm sau khi họ đến nơi. Ở Canada, số người chờ đợi cho những ca phẫu thuật dạng này là 782.936 người, theo số liệu năm 2005.
Thêm vào đó, các bệnh nhân cũng nhận thấy bảo hiểm không chi trả cho những ca phẫu thuật thay thế khớp gối/hông hoặc đưa ra những sự giới hạn không chấp nhận được đối với những lựa chọn về tiện nghi, phẫu thuật hoặc thay thế. Đi du lịch kết hợp thay khớp hông/gối có sự tăng trưởng mạnh như là một loại phẫu thuật được chấp nhận rộng rãi nhất do chi phí thấp và thủ tục được giảm thiểu. Colombia thực hiện phẫu thuật thay khớp gối với chi phí 5.000 USD, bao gồm những chi phí liên quan như các bộ phận thay thế được FDA cho phép và chi phí vượt trần khi nằm viện. Tuy nhiên, nhiều bệnh viện thông báo rằng chi phí là không trọn gói và chỉ bao gồm chi phí phẫu thuật liên quan đến ca bệnh đó. Những người đi du lịch chăm sóc sức khỏe có thể tìm kiếm những dịch vụ chăm sóc sức khỏe như chữa trị bệnh ung thư, bệnh liên quan đến não và phẫu thuật cấy ghép cũng như phẫu thuật thẩm mỹ.
Những điểm đến du lịch chăm sóc sức khỏe nổi bật nhất trên thế giới bao gồm Brunei, Cuba, Colombia, Hồng Kông, Hungary, Ấn Độ, Do Thái, Jordan, Litva, Malaysia, Philippines, Singapore, Nam Phi, Thái Lan và gần đây có thêm UAE và Việt Nam. Đối với những ai muốn đi du lịch với mong muốn được thực hiện các ca phẫu thuật thẩm mỹ, đích đến ưa thích của họ có thể là Argentina, Bolivia, Brasil, Colombia, Costa Rica, Cuba, Mexico, Thổ Nhĩ Kỳ và Việt Nam. Ở châu Âu, Bỉ, Ba Lan và Slovakia cũng đang phát tìển lĩnh vực kinh doanh này. Nam Phi đưa khái niệm "du lịch chăm sóc sức khỏe" bằng quảng cáo rất... văn chương: Hành trình chăm sóc sức khỏe: Hãy đến và chiêm ngưỡng cuộc sống hoang dã ở châu Phi và thực hiện ca nâng mặt ngay trong chuyến đi này.
Kinh doanh du lịch chăm sóc sức khỏe phát tìển mỗi nơi mỗi khác. Ở Mỹ chẳng hạn, vì phần lớn mọi người đều có bảo hiểm và có thể tiếp cận các dịch vụ chăm sóc sức khỏe, du lịch chăm sóc sức khỏe khá hiếm. Ở những nơi khác, những vấn đề chính trị có thể ảnh hưởng tới điểm đến mà du khách sẽ chọn, ví dụ, vào dịp cuối năm 2006, một số bệnh nhân du lịch Trung Đông chọn Singapore hoặc Hồng Kông thay vì Mỹ vì những căng thẳng lúc bấy giờ. Trong khi ngành du lịch có thể là một động lực lớn cho một số quốc gia Đông Nam Á vốn tập trung vào những chương trình đơn giản, Ấn Độ đang tự định vị mình như một điểm đến cho những chuyến du lịch chăm sóc sức khỏe phức tạp nhất trên thế giới. Cam kết của Ấn Độ đối với vấn đề này thể hiện ở số lượng ngày càng tăng những bệnh viện nhận được chứng chỉ kiểm định của cơ quan Joint Commission International (JCI) của Mỹ.
Singapore cũng định vị là một điểm đến cho các dịch vụ chăm sóc sức khỏe, y tế, nghiên cứu y sinh học và chế biến thuốc. Singapore cũng cung cấp thông tin về những ca phẫu thuật phức tạp như thần kinh, ung thư và thay thế các cơ quan nội tạng. Gần đây, Singapore đã có số lượng bệnh viện được chứng nhận của JCI nhiều nhất trong khu vực. Cũng ở Đông Nam Á, Việt Nam cũng là điểm đến mới về du lịch chăm sóc sức khỏe, được công nhận bởi VOA . Ở Nam Mỹ, những quốc gia như Argentina, Bolivia, Brazil và Colombia dẫn đầu trong lĩnh vực phẫu thuật thẩm mỹ nhờ có nhiều kinh nghiệm trong việc điều trị những ca "bị ám ảnh về phong cách". Người ta thống kê rằng 1/30 người Argentina đã thực hiện phẫu thuật thẩm mỹ, một trong những tỉ lệ cao nhất trên thế giới chỉ sau Mỹ và México. Tại Bolivia và Colombia, phẫu thuật thẩm mỹ đã trở nên bình thường. Theo hội "Phẫu thuật Thẩm mỹ và Chỉnh hình Bolivia", hơn 70% những phụ nữ thuộc giới thượng lưu và trung lưu ở đất nước này (Bolivia) đã thực hiện các ca phẫu thuật thẩm mỹ. Colombia cũng thực hiện những ca phẫu thuật kỹ thuật cao như phẫu thuật tim và thay thế nội tạng.
Các công ty đã bắt đầu đua ra những lựa chọn về chăm sóc sức khỏe trên phạm vi toàn cầu cho phép những bệnh nhân ở Bắc Mỹ và châu Âu có thể tiếp cận với dịch vụ này ở trong nước. Những công ty này thường cử các y tá có nhiều kinh nghiệm chăm sóc cho bệnh nhân cả trước và sau khi phẫu thuật. Họ cũng hỗ trợ những chăm sóc tiếp theo sau khi bệnh nhân trở về nước. Trong khi những dịch vụ này là yêu cầu của những bệnh nhân muốn có những đảm bảo cá nhân thì một số cuộc nghiên cứu đã chỉ ra rằng mức độ tăng trưởng rất nhanh của các tài khoản tiết kiệm vì mục đích sức khỏe ở Mỹ sẽ làm tăng nhu cầu đối với chăm sóc sức khỏe ở ngoài nước.
Do các tiêu chuẩn được coi là quan trọng nhất nên có một vấn đề đi cùng với nó là các chứng nhận về chăm sóc sức khỏe quốc tế. Những người đang cân nhắc để trở thành du khách của loại hình du lịch này sẽ lựa chọn bệnh viện dựa trên chứng nhận. Ở Mỹ, JCI thực hiện công việc này, trong khi ở Anh và Hồng Kông, tổ chức Trent International Accreditation Scheme (TIAS) giữ vai trò chính. Chính vì thế, rất nhiều bệnh viện đang tìm kiếm cả chứng nhận của JCI để phục vụ khách Mỹ lẫn chứng nhận của TIAS để tiếp cận với khách Anh và châu Âu. Hiệp hội chứng nhận chăm sóc sức khỏe quốc tế (SOFIHA), một hiệp hội tham gia tự do, cung cấp một diễn đàn cho việc thảo luận và chia sẻ các ý tưởng, những kinh nghiệm tốt của cả bên cung cấp chứng nhận lẫn bên cần cấp chứng nhận. Nhiệm vụ chính của cơ quan này là thúc đẩy một môi trường bệnh viện an toàn hơn cho các bệnh nhân, ở bất cứ nơi nào họ đến.

## Cuba
Trong hơn hơn 40 năm qua, Cuba được xem là một điểm đến du lịch chăm sóc sức khỏe hấp dẫn cho các bệnh nhân trên toàn thế giới, những người tìm kiếm dịch vụ chăm sóc sức khỏe chất lượng cao nhưng với chi phí thấp hơn. Năm 2006, Cuba đã đón tiếp gần 20.000 khách du lịch dạng này. Cuba đặc biệt hấp dẫn đối với nhiều bệnh nhân ở Bắc Mỹ, châu Âu và châu Mỹ Latin vì sự gần gũi của nó, sự thoải mái và những nét riêng của một xứ sở nhiệt đới. Năm 2001, BBC cho biết hàng nghìn bệnh nhân đã đến Cuba, từ cả Mỹ Latin và châu Âu, bị thu hút bởi sự tôn trọng của các bác sĩ Cuba, chi phí thấp và những bãi biển gần đó cho quá trình phục hồi. Nhiều loại phẫu thuật khác nhau được thực hiện ở đây, bao gồm các ca thay các cơ quan trong cơ thể, chữa trị ung thư, phẫu thuật thẩm mỹ và cai nghiện. Chi phí ở đây ít hơn ở Mỹ 60-80%. Ví dụ, Dịch vụ y tế tự chọn, một hãng kinh doanh du lịch chăm sóc sức khỏe, cung cấp một chuyến thay khớp hông ở Cuba với giá 5.845 USD. Cuba có những bệnh viện dành cho các công dân Cuba và cả những bệnh nhân chỉ phục vụ khách nước ngoài và các nhà ngoại giao. Người dân Cuba được chăm sóc sức khỏe miễn phí suốt đời.
Trong một bộ phim tài liệu sản xuất năm 2007 của Mỹ, Sicko, vốn lên tiếng chỉ trích hệ thống chăm sóc sức khỏe tại Mỹ, nhà sản xuất Michael Moỏe đã dẫn đầu mộ nhóm bệnh nhân người Mỹ không được bảo hiểm tới Cuba để nhận được sự chăm sóc y tế với chi phí chấp nhận được. Sicko đã thúc đẩy sự chú ý của những người nước ngoài đối với dịch vụ chăm sóc sức khỏe ở Cuba. Chăm sóc ý tế ở Cuba được đánh giá là rất tốt so với nhiều nước khác trên thế giới. Tỉ lệ tử vong trẻ dưới 5 tuổi là 7/1.000, trong khi tỉ lệ này ở Mỹ là 8/1.000, theo báo cáo của Tổ chức Y tế thế giới (WHO). Cuba có gần gấp đôi tỉ lệ bác sĩ/bệnh nhân so với Mỹ, 5.91/1.000 so với 2.56/1.000, cũng theo WHO. Cơ quan này còn cho biết nam giới Cuba có tuổi thọ trung bình là 75 trong khi con số này ở phụ nữ là 79. Còn ở Mỹ, con số tương ứng là 75 đối với nam và 80 đối với Mỹ. Tỉ lệ tử vong trẻ sơ sinh ở Cuba cũng tương đương ở Mỹ, ở mức 6%. Chính phủ Cuba đã phát triển du lịch chăm sóc y tế như là một cách gia tăng nguồn thu chính cho đất nước này. Có một dự án đang thực hiện gửi hàng nghìn bác sĩ Cuba đến Venezuela để giúp đỡ những người dân nghèo, và điều này là cách Cuba trả nợ Venezuela cho lượng dầu mà nước này cung cấp.
Người Canada, Anh và phần lớn các quốc gia khác có thể đến Cuba du lịch mà không gặp bất cứ khó khăn gì, ngoài yêu cầu đối với visa du lịch. Tuy vậy, với người Mỹ, do chính sách thương mại của Mỹ đối với Cuba, du khách phải nhận được sự chấp nhận của chính phủ Mỹ và trong phần lớn các trường hợp, họ đi du lịch thông qua ngả Canada, Mexcio, Jamaica hoặc Cộng hòa Dominica. Những người Bắc Mỹ có thể đến Cuba một cách dễ dàng bằng những chuyến bay hàng ngày từ Toronto, Montreal, Cancun, Mexico City, Nassau (Bahamas), Kingston (Jamaica) và Santo Domingo (Cộng hòa Dominica). Cơ quan nhập cư Cuba không đóng dấu trên hộ chiếu của du khách Mỹ nên người Mỹ có thể giữ chuyến đi của mình trong phạm vi cá nhân. Ít người Cuba có thể nói tiếng Anh thành thạo nên những người khách nước ngoài không nói tiếng Tây Ban Nha và muốn tránh những thủ tục giấy tờ và những rắc rối có thể muốn tận hưởng các chuyến du lịch chăm sóc sức khỏe với các trợ giúp về ngôn ngữ và hướng dẫn bệnh nhân thực hiện các bước để sắp xếp cho chuyến đi của mình.

## Colombia
Colombia tiến hành điều trị cho bệnh nhân từ khắp nơi trên thế giới trong nhiều năm qua, đặc đặt là phẫu thuật thẩm mỹ và phẫu thuật mắt. Nước này cũng được công nhận là nơi có thể thực hiện các ca phẫu thuật tim và thay thế các bộ phận trong cơ thể. Điều thúc đẩy mọi người tìm kiếm các ca điều trị thay thế bộ phận cơ thể người ở nước ngoài không chỉ là vấn đề chi phí mà còn là thời gian chờ đợi và sự thiếu hụt những thống kê có tổ chức đối với các cơ quan cấy ghép hiện có và việc hiến tặng ở đất nước mình. Colombia có những người hiến tạng và hệ thống ngân hàng giúp cho người nước ngoài có thể tiếp cận với các cơ quan nội tạng mình tìm kiếm trong khuôn khổ luật pháp. Các dạng phẫu thuật chỉnh hình, như thay khớp gối và khớp hông, được thực hiện ở Colombia với các khớp cấy ghép được cơ quan giám sát thực phẩm - dược phẩm của Mỹ công nhận với chi phí thấp.
Colombia có những bác sĩ phẫu thuật được đào tạo hoặc thực tập tại những quốc gia khác như Mỹ và châu Âu. Tiền thanh toán cho các bác sĩ, y tá và những nhân viên hỗ trợ khác ở Colombia chỉ bằng khoảng 20% ở Mỹ cho các ca phẫu thuật tương tự nhau mặc dù chúng đòi hỏi phải đạt được trình độ và những kỹ năng như nhau. Điểm chung duy nhất giữa việc phẫu thuật ở Colombia và Mỹ là chi phí bất động sản, liên quan đến cơ sở hạ tầng cho việc chăm sóc y tế. Một lợi thế của Colombia so với Mỹ và Canada là sự thuận tiện trong việc đến du lịch và sự gần gũi về mặt địa lý. Vé máy bay đến Colombia từ Mỹ và Canada cũng như một số quốc gia châu Âu rẻ hơn so với những điểm đến khác như ở châu Á và không có những quy định hạn chế về visa đối với thị trường du lịch chăm sóc sức khỏe như ở một số nước trong thời gian gần đây.

## Singapore
Singapore là trung tâm y tế hàng dầu châu Á, với năng lực nghiên cứu trình độ cao cũng như những bệnh viện tốt và 2 trung tâm y tế được JCI cấp chứng nhận. Đó là một trong những lý do JCI chọn Singapore làm nơi đặt văn phòng đại diện khu vực châu Á – Thái Bình Dương của mình vào năm 2006. Hiện tại, các bệnh viện của Singapore đang tiếp cận các hệ thống chứng nhận bệnh viện của châu Á và châu Âu trong một nỗ lực nhằm mở rộng thị trường, vì chứng nhận của JCI là dành cho thị trường Mỹ, một phần nhỏ trong thị trường lớn toàn cầu. Singapore Medicine (Y tế tại Singapore) là một sáng kiến của các cơ quan chính phủ nhằm mục đích đưa Singapore trở thành một điểm đến hàng đầu đối với các dịch vụ chăm sóc sức khỏe. Năm 2005, khoảng 374.000 khách đã đến Singapore chỉ đơn thuần để được chăm sóc về mặt y tế. Nhiều người đến từ các nước láng giềng như Indonesia và Malaysia. Số lượng bệnh nhân đến từ Đông Dương, Nam Á, Trung Đông và Trung Quốc lực địa cũng đang tăng nhanh chóng. Bệnh nhân đến từ các nước phát triển như Mỹ cũng bắt đầu chọn Singapore là điểm đến cho các chuyến du lịch chăm sóc sức khỏe với chi phí có thể chấp nhận được tại một thành phố sạch sẽ. Singapore đã đạt được nhiều tiến bộ trong những ca phẫu thuật phức tạp và đòi hỏi kỹ thuật cao như các ca tách rời các cặp song sinh dính nhau và các ca vi phẫu. Sự thành công của ca phẫu thuật tách rời cặp song sinh 10 tháng tuổi người Nepal năm 2001 đã đưa Singapore trở thành chuyên gia về lĩnh vực này trên toàn thế giới. Singapore từ đó đã thực hiện nhiều ca phẫu thuật khó hơn nữa ở khu vực châu Á và trên thế giới.

## Thái Lan
Du lịch chăm sóc sức khỏe là lĩnh vực đang phát triển mạnh của du lịch và y tế Thái Lan. Nhân công giá rẻ giúp hạ thấp đáng kể chi phí phẫu thuật so với các bệnh viện ở Mỹ và có thể cung cấp dịch vụ chăm sóc cá nhân hóa nhiều hơn so với việc các khách phương Tây được chăm sóc trong các bệnh viện ở đất nước mình. Trên 1 triệu người đến Thái Lan mỗi năm để thực hiện các ca phẫu thuật thẩm mỹ hay phẫu thuật tim ''cần được chỉ rõ''. Năm 2005, một bệnh viện ở Bangkok đã phục vụ 150.000 bệnh nhân nước ngoài. Năm 2006, du lịch chăm sóc sức khỏe đã mang về cho đất nước này 36.4 tỉ baht.
Một bệnh nhân thực hiện một ca phẫu thuật động mạch vành tại bệnh viện quốc tế Bumrungrad ở Bangkok cho biết chi phí phẫu thuật là 12.000 USD, rẻ hơn nhiều so với mức 100.000 USD nếu thực hiện ở nước mình. Vé máy bay 2 chiều cho một chuyến đi từ châu Âu, Bắc Mỹ và những nơi khác trên thế giới đến Thái Lan vào khoảng 500-2.500 USD/người nên nhiều khách hàng có thể thực hiện những ca phẫu thuật với chi phí thấp như thế này. Các bệnh viện ở Thái Lan là những điểm đến hấp dẫn với các nước châu Á khác. Một bệnh viện khác cũng cung cấp dịch vụ cho các du khách, bệnh viện Bangkok, có khu vực dành riêng cho khách Nhật, trong khi bệnh viện Phyathai lại có phiên dịch viên cho 22 thứ tiếng khác nhau, bên cạnh các nhân viên y tế nói tiếng Anh. Khi thủ tướng Nepal Girija Prasad Koirala cần được chăm sóc về mặt y tế hồi năm 2006, ông đã đến Bangkok.
Bệnh viện quốc tê Bumrungrad có những nhân viên được cấp chứng chỉ hành nghề của Anh, châu Âu và Mỹ. Nguồn gốc của hệ thống chăm sóc sức khỏe của Mỹ là nước anh, với việc Hiệp hội y tế Hoa Kỳ xác nhận rằng một bác sĩ người Manchester (Anh) là người đưa ra những quy tắc của một nền y học hiện đại, và thậm chí người sáng lập ra đại học Harvard, ông John Harvard, sinh ở Southwark, London. Hệ thống y tế hiện đại của Thái Lan cũng có những đặc điểm của hệ thống Bắc Mỹ, như hoàng tử Mahidol của Songla, cha của nhà vua Thái Lan, đã có bằng tiến sĩ y khoa tại đại học y Harvard hồi đầu thế kỷ 20. Hoàng tử Mahidol và một thành viên khác của hoàng gia Thái Lan đã trả tiền cho một nhóm sinh viên Thái sang học y ở Mỹ. Hoàng tử Mahidon cũng thuyết phục quỹ Rockefeller cấp học bổng cho các công dân Thái được học y tế và chăm sóc bệnh nhân (không có bằng chứng rõ ràng rằng Rockefeller đã ở Thái Lan hồi thập niên 1920 và Mahidol là một thành viên bậc thấp của hoàng gia, không sống ở Thái Lan trong phần lớn đời mình). Quỹ Rockefeller cũng giúp xây dựng các cơ sở đào tạo y tế hiện đại ở Thái Lan. Những người đã học về ngành y nhờ những nỗ lực của hoàng tử Mahidol trở thành những giảng viên đầu tiên của hệ thống y tế của Thái Lan hiện đại.
Ngày nay, rất nhiều nhân viên y tế của Thái Lan đạt được các bằng cấp chuyên nghiệp của Mỹ và Anh. Một số bệnh viện ở nước này có quan hệ với các cơ sở đào tạo ở Anh và Mỹ (như đại học Sheffield Hallam có quan hệ với Bangkok). Trung tâm thông tin của Lãnh sự quán Mỹ cho điểm rất cao đối với hệ thống chăm sóc sức khỏe của Thái Lan vì chất lượng, đặc biệt là các cơ sở ở Bangkok. Website của văn phòng khối thịnh vượng chung và nước ngoài của Anh viết rằng: "Có những bệnh viện đẳng cấp quốc tế ở Bangkok nhưng chi phí có thể cao". Thái Lan phục vụ tất cả các loại hình phẫu thuật từ phẫu thuật tim đến thay các bộ phận cơ thể người với giá rẻ hơn nhiều ở Mỹ và châu Âu, trong một môi trường an toàn, sạch sẽ. Tuy nhiên, có một vấn đề không thể phủ nhận liên quan đến HIV/AIDS, được tổ chức y tế thế giới xác nhận và bệnh sốt xuất huyết ngày càng trở nên thông thường. Thái Lan cũng có ngày càng nhiều bệnh viện nhận được chứng nhận của JCAHO. Các chứng nhận bệnh viện ở cấp quốc tế là một cách để các bệnh viện thể hiện giá trị của mình và những bệnh viện đang cạnh tranh với nhau trong lĩnh vực này có thể cần phải nhận được nhiều hơn nữa các chứng nhận quốc tế.

## Việt Nam

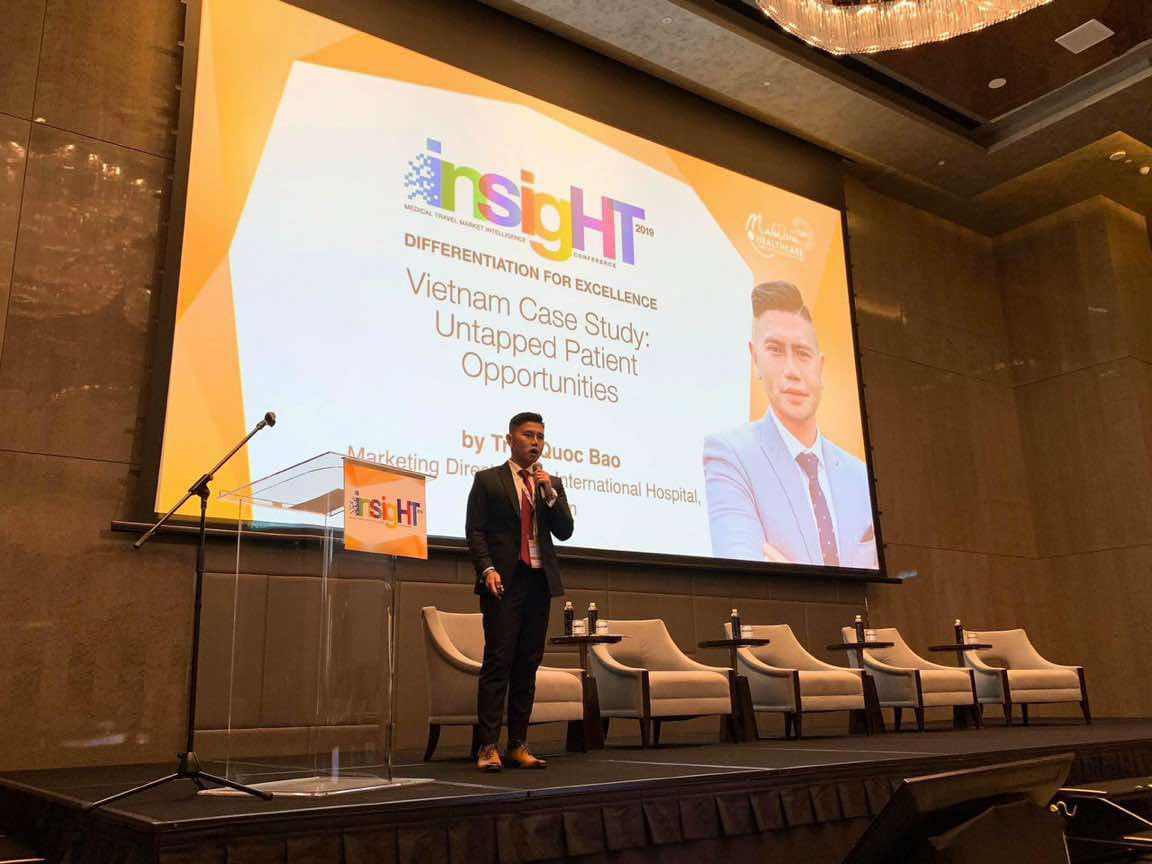
Ông Trần Quốc Bảo, chuyên gia quản lý y tế và du lịch chăm sóc sức khỏe Việt Nam nhận giải "Lãnh đạo Du Lịch Chăm Sóc Sức Khỏe Xuất Sắc 2019" từ Malaysia Healthcare Travel Council (MHTC), ghi nhận đóng góp của ông trong ngành du lịch y tế trong khu vực

Việt Nam là trở thành một điểm đến du lịch chữa bệnh mới của châu Á  theo một nhận định gần đây của Đài tiếng nói Hoa Kỳ VOA. Chi phí đi lại, dịch vụ lưu trú và nhân lực y khoa giá rẻ, cạnh tranh  so với các bệnh viện ở Mỹ, châu Âu và các nước trong khu vực. Khoảng 350,000 người nước ngoài đến Việt Nam khám chữa bệnh và mang về cho đất nước này 2 tỷ đô la Mỹ năm 2018 . Theo ông Trần Quốc Bảo , chuyên gia hàng đầu về du lịch chữa bệnh   và đầu tư y tế  tại Đông Nam Á nhận định Việt Nam với vị trí chiến lược, nằm ở trung tâm Đông Nam Á, và sự ổn định chính trị , cùng hơn 3 triệu người Việt Nam Việt Kiều là một lợi thế cạnh tranh độc đáo về dịch vụ du lịch sức khỏe ,.Các kỹ thuật da liễu, thẩm mỹ, lasik đến những phẫu thuật phức tạp như mổ tim, chấn thương chỉnh hình, y học thể thao, phẫu thuật nội soi, ung bướu, thụ tinh trong ống nghiệm, ghép tạng  là những phẫu thuật phổ biến thu hút khách nước ngoài.

## Hồng Kông
Hồng Kông có hệ thống cơ sở hạ tầng y tế rất tốt. Vốn là một thuộc địa cũ của Anh và hiện giờ là một đặc khu kinh tế (SAR) của Trung Quốc, Hồng Kông có 12 bệnh viện tư và hơn 50 bệnh viện công. Rất nhiều loại dịch vụ chăm sóc sức khỏe được cung cấp ở đây và một số bệnh viện tư được coi là tốt nhất trên thế giới. Các bệnh viện tư ở Hồng Kông đang hướng tới các đối tác Anh thay vì Mỹ hoặc Australia để có được những chứng nhận bệnh viện quốc tế. 12 bệnh viện được kiểm nghiệm và chứng nhận bởi hãng Trent của Anh Quốc từ giữa thập niên 1990 và được gọi là các bệnh viện Trent. Đây là nhân tố chính thể hiện đẳng cấp của các bệnh viện tư Hồng Kông trong những năm gần đây. Hãng Trent làm việc với các bệnh viện để thực thi những tiêu chuẩn cần thiết cho lĩnh vực này (với sự tôn trọng văn hoá, địa lý, y tế công, mặt bằng chung về chăm sóc sức khỏe...) và luôn có sự kết hợp những nhân viên đánh giá của Anh và Hồng Kông. Điều này dẫn tới một cách tiếp cận hợp tác một cách độc đáo để nâng cao các tiêu chuẩn. Một số bệnh viện Trent đang tìm cách nhận được chứng nhận kép của cả Trent và JCI (và nhờ đó có được những tiêu chuẩn để vượt qua những bệnh viện tốt nhất của Thái Lan và Singapore). Những bệnh viện khác cũng đang tìm kiếm các chứng nhận quốc tế kép của Trent và một hãng khác của Australia. Không giống Singapore, các bệnh viện công của Hồng Kông chưa cam kết để có những chứng nhận bên ngoài. Vé máy bay 2 chiều từ châu Mỹ và châu Âu ở trong khoảng 600-2.000 USD, vì thế hãy tính nó vào chi phí y tế của mình.

## Rủi ro
Du lịch chăm sóc sức khỏe đem lại một số rủi ro mà các ca thực hiện trong nước không có. Khi có những biến chứng phát sinh, bệnh nhân không được bảo hiểm hoặc không thể tìm kiếm những khoản bồi thường thông qua các vụ kiện. Tuy nhiên, những dịch vụ được bảo hiểm hiện đang được cung cấp có thể bảo vệ các bệnh nhân khi xảy ra các sơ suất trong các ca điều trị ở nước ngoài. Những người chỉ trích du lịch chăm sóc sức khỏe mạnh nhất là các luật sư Mỹ, những người coi xu hướng này là mối đe doạ đối với nghề nghiệp của họ. Gần đây, một số nước được xem là điểm đến du lịch chăm sóc sức khỏe đã đưa ra một số cơ sở về mặt pháp lý để giải quyết những sơ suất có thể xảy ra. Tuy nhiên, nền tảng pháp lý này là không hấp dẫn đối với các du khách. Những người bênh vực du lịch chăm sóc sức khỏe khuyên các du khách tiềm năng nên đánh giá những khó khăn về khía cạnh pháp lý với những lợi ích của chuyến đi trước khi thực hiện một ca phẫu thuật ở nước ngoài.
Một số nước như Ấn Độ, Malaysia, Costa Rica hay Thái Lan có những loại bệnh truyền nhiễm khác với châu Âu và Bắc Mỹ, và sự lan truyền cũng không giống nhau của những căn bệnh tương tự so với các nước như Mỹ, Canada và Anh. Bị nhiễm bệnh mà chưa có sự miễn dịch tự nhiên sẽ trở thành một vấn đề lớn với những người ốm yếu, đặc biệt là những bệnh lây qua đường ruột (viêm gan A, lỵ amíp, phó thương hàn) có thể tác động không tốt tới quá trình điều trị, các bệnh do muỗi truyền, cúm và lao (ví dụ 75% người dân châu Phi có vi khuẩn lao). Các bệnh viện được cấp chứng nhận của Trent hoặc JCI như đề cập ở trên có thể được coi là những điểm sáng khi mọi người lựa chọn điểm đến thích hợp cho chuyến đi của mình. Đi du lịch ngay sau khi phẫu thuật có thể làm tăng nguy cơ biến chứng. Ví dụ, các vết sẹo sẽ thâm hơn và dễ phát hiện hơn nếu chúng bị phơi nắng trong quá trình phục hồi. Những chuyến bay dài sẽ tác động rất xấu với những người có vấn đề về tim (nghẽn mạch) và thở. Tuy vậy, ở các nước nhiệt đới nghèo, các căn bệnh phát sinh trên diện rộng, các bác sĩ dường như dễ bị phơi nhiễm bởi các căn bệnh truyền nhiễm, trong đó có HIV/AIDS, lao và thương hàn. Có những trường hợp ở phương Tây nơi các bệnh nhân bị chẩn đoán nhầm trong nhiều năm do những căn bệnh mà họ mắc phải được coi là "hiếm" ở các nước này.